# Fandi mámám
Spolek Fandi mámám je charitativní nezisková organizace, poskytující materiální pomoc pro matky samoživitelky a jejich děti. Spolek funguje od roku 2016, založily ho moderátorky Petra Květová Pšeničná a Žaneta Slámová.

## Aktivity
Projekt Fandi mámám nabízí především materiální pomoc matkám samoživitelkám, a to na základě jejich konkrétních potřeb a přání – například pleny, aktovky do školy, dětská kola nebo pračky. Jedná se jak o nové věci, tak věci z druhé ruky.
Současně se organizace prostřednictvím publikace příběhů jednotlivých samoživitelek snaží medializací upozorňovat na problematiku samoživitelství, ať už z pohledu legislativy, psychologie, finanční gramotnosti, nebo sociálního vyčleňování dětí matek samoživitelek.
S projektem Fandi mámám organizace pomáhá i v jednotlivých regionech České republiky, a to prostřednictvím delegátek, které mají na starosti jednotlivé kraje. V roce 2020 bylo pokryto sedm krajů. Některé delegátky jsou také matky samoživitelky.
Na základě zkušeností projektu Fandi mámám vznikla nově i mobilní aplikace Fandimat, jejímž prostřednictvím chce organizace rozsah poskytované pomoci dále rozšířit.